# Nurachi
Nurachi – miejscowość i gmina we Włoszech, w regionie Sardynia, w prowincji Oristano.
Według danych na rok 2004 gminę zamieszkiwało 1620 osób, 108 os./km². Graniczy z Baratili San Pietro, Cabras, Oristano i Riola Sardo.